# Xenandra helioides
Xenandra helioides är en fjärilsart som beskrevs av Carl Heinrich Hopffer 1869. Xenandra helioides ingår i släktet Xenandra och familjen Riodinidae. Inga underarter finns listade i Catalogue of Life.